# 纽斯河
纽斯河（英語：Neuse River）為美国北卡罗来纳州的一条河流，长约275英里（443），是北卡罗来纳州境内所有不跨州的河流中最长的一条。